# Brixton Academy

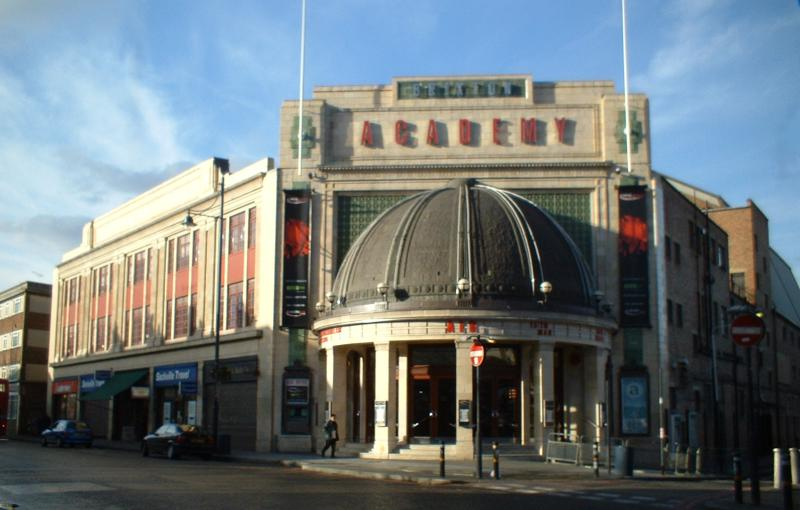
Brixton Academy

O Brixton Academy ou Brixton é um dos principais locais de concertos musicais em Londres.
Situado em Brixton, sul de Londres, Inglaterra, o teatro de 4,921 lugares foi palco de diversos concertos de rock desde que se tornou uma casa de shows em 1983. Ele hospedou muitos atos de sucesso.